# Zugshunstita-(Ce)
La zugshunstita-(Ce) és un mineral de la classe dels compostos orgànics. Rep el seu nom de la versió en llengua anglesa del terme "Tsu-g-shv-sdi", la paraula el llengua cherokee per a les Grans Muntanyes Fumejants, la seva localitat tipus, i pel seu contingut en ceri (Ce) com a element de terres rares dominant.

## Característiques
La zugshunstita-(Ce) és una substància orgànica de fórmula química (Ce,Nd,La)Al(C₂O₄)(SO₄)₂·12H₂O. Va ser aprovada com a espècie vàlida per l'Associació Mineralògica Internacional l'any 1996. Cristal·litza en el sistema monoclínic.
Segons la classificació de Nickel-Strunz, la zugshunstita-(Ce) pertany a «10.AB - Sals d'àcids orgànics: oxalats» juntament amb els següents minerals: humboldtina, lindbergita, gluixinskita, moolooïta, stepanovita, minguzzita, wheatleyita, zhemchuzhnikovita, weddel·lita, whewel·lita, caoxita, oxammita, natroxalat, coskrenita-(Ce), levinsonita-(Y) i novgorodovaïta.

## Formació i jaciments
Es forma per precipitació evaporativa durant l'alteració de fil·lita piritífera. Les terres rares probablement deriven de monazita i xenotima. Va ser descoberta al Parc Nacional de les Grans Muntanyes Fumejants, a Tennessee (Estats Units), on sol trobar-se associada a altres minerals com la levinsonita-(Y), l'epsomita i l'halotriquita.